# Ranuagung
Ranuagung is een bestuurslaag in het regentschap Probolinggo van de provincie Oost-Java, Indonesië. Ranuagung telt 6318 inwoners (volkstelling 2010).